# Liste de films australiens sortis dans les années 1970
La page ci-dessous regroupe les films australiens sortis dans les années 1970. Ils sont triables par titre sorti en France, titre original, réalisateur, année de sortie (première mondiale) et autres pays producteurs (en cas de co-production).

## Liste des films
| Titre en France                  | Titre original                 | Réalisateur        | Date de sortie    | Autres pays producteurs |
| -------------------------------- | ------------------------------ | ------------------ | ----------------- | ----------------------- |
| Walkabout                        | Walkabout                      | Nicolas Roeg       | mai 1971          |                         |
| Les Voitures qui ont mangé Paris | The Cars That Ate Paris        | Peter Weir         | octobre 1974      |                         |
| The Devil's Playground           | The Devil's Playground         | Fred Schepisi      | 12 août 1976      |                         |
| Vive ABBA                        | ABBA: The Movie                | Lasse Hallström    | 15 décembre 1977  |                         |
| La Dernière Vague                | The Last Wave                  | Peter Weir         | novembre 1977     |                         |
| Summer City                      | Summer City                    | Christopher Fraser | 22 décembre 1977  |                         |
| Le Chant de Jimmy Blacksmith     | The Chant of Jimmie Blacksmith | Fred Schepisi      | 21 juin 1978      |                         |
| Little Boy Lost                  | Little Boy Lost                | Terry Bourke       | 16 novembre 1978  |                         |
| Patrick                          | Patrick                        | Richard Franklin   | 1er octobre 1978  |                         |
| Long Weekend                     | Long Weekend                   | Colin Eggleston    | octobre 1978      |                         |
| Tim                              | Tim                            | Michael Pate       | 13 juillet 1979   |                         |
| Soif de sang                     | Thirst                         | Rod Hardy          | 28 septembre 1979 |                         |
| Mad Max                          | Mad Max                        | George Miller      | 12 avril 1979     |                         |